# Caspar Paludan-Müller
Caspar Peter Paludan-Müller, född 25 januari 1805, död 1 juni 1882, var en dansk historiker, son till Jens Paludan-Müller, far till Jens Paludan-Müller. 
Paludan-Müller tog teologisk examen 1827 och magistergraden 1840, blev adjunkt vid Odense skola 1829, överlärare där 1843 och rektor i Nykøbing 1853 samt slutligen 1872 professor i historia vid Köpenhamns universitet. Paludan-Müller var en av Danmarks mest framstående historiska författare och valde ofta ovanliga ämnen för sina undersökningar, såsom mystiska personer och händelser. Han rörde sig ofta med sinnrika gissningar, som han försvarade med kraft och skicklighet.
Förutom två större skrifter, Grevens Feide (1853-54) och De første Konger af den oldenborgske Slægt (1874), utgav Paludan-Müller en mängd avhandlingar som Jens Andersen Beldenak (1837), Cola de Rienzo (1838), Undersøgelse om Macchiavelli som Skribent (1839), Observationes criticæ de foedere inter Daniam, Sueciam et Norvegiam icto (1840), där han vid belysningen av unionsakten 1397 väsentligen stödde sig på den svenske forskaren Carl Fredrik Georgiis granskning av denna urkund, Er Kong Carl XII falden ved Snigmord? (1847; "Carl XII:s död", samma år), Griffenfelds Stigen og Fald (1878), Frederik III og Korfitz Ulfeld (1879) samt banbrytande Studier til Danmarks Historie i det 13. Aarhundrede (1869-72). Vidare gav han kritiska bidrag om äldre källskrifter till Danmarks historia, såsom Den skibyske Krønike (1858-68), Saxo (1877) och om Dansk Historiografi i det 18. Aarhundrede (1883).

## Utmärkelser
- Professors namn,  1852[3]
- Dannebrogsmännens hederstecken,  1867[3]
- Kommendör av Dannebrogorden,  1874[3]

[Redigera Wikidata]